# Скарлет GN
Скарлет GN, також Понсо SX (англ.  Ponceau SX, Scarlet GN) — червоний синтетичний барвник, зареєстрований як харчовий додаток E125.
Заборонений як харчовий додаток в США, дозволено лише використання у виробництві косметики і ліків для зовнішнього застосування.
Заборонений як харчовий додаток в ЄС.
В Україні барвника немає в переліку дозволених харчових добавок.